# Diocese de Livramento de Nossa Senhora

Províncias Eclesiásticas da regional CNBB Nordeste III.

A Diocese de Livramento de Nossa Senhora (em latim: Dioecesis Liberationis Marianae) é uma circunscrição eclesiástica da Igreja Católica no Brasil. Foi criada a 27 de fevereiro de 1967 pela bula Qui divina liberalitate do Papa Paulo VI, por desmembramento da Diocese de Caetité.
Seu primeiro bispo foi Dom Hélio Paschoal, CSS (1967-2004). Hoje está sob o governo de Dom Vicente de Paula Ferreira, C.Ss.R, desde 2023. Situa-se no centro-sul do Estado da Bahia, tendo como limites a Arquidiocese de Vitória da Conquista e as dioceses de Barra, Caetité, Irecê, Jequié e Ruy Barbosa. Possui uma superfície de 23 836 km² e uma população de 311 000 habitantes em 2021.
Seu território compreende os municípios de Abaíra, Barra da Estiva, Boninal, Contendas do Sincorá, Dom Basílio, Érico Cardoso, Ibicoara, Ibipitanga, Ibitiara, Iramaia, Ituaçu, Jussiape, Livramento de Nossa Senhora, Mucugê, Novo Horizonte, Paramirim, Piatã, Rio de Contas, Rio do Pires, Tanhaçu. São 21 paróquias.

## Bispos
|        | Nome                              | Período   | Notas  |
| Bispos | Bispos                            | Bispos    | Bispos |
| ------ | --------------------------------- | --------- | ------ |
| 3º     | Vicente de Paula Ferreira, C.Ss.R | 2023-     | atual  |
| 2º     | Armando Bucciol                   | 2004-2023 |        |
| 1º     | Hélio Paschoal, CSS               | 1967-2004 |        |